# 珀魯 (內布拉斯加州)
珀魯（英語：Peru）是位於美國內布拉斯加州尼馬哈縣的城市。

## 人口
根據2020年美國人口普查的數據，珀魯的面積為1.36平方千米，皆為陸地。當地共有人口648人，而人口密度為每平方千米476人。